# Шабах, Петр
Петр Шабах (чеш. Petr Šabach; 1951, Прага, Чехословакия — 16 сентября 2017, там же, Чехия) — чешский писатель-прозаик. Один из наиболее популярных и продаваемых в Чехии авторов.

## Биография
Петр Шабах родился 23 августа 1951 года в Праге. Его отец был военным, мать работала в Министерстве образования и культуры. Писатель так вспоминает о своем детстве и семье: 

«Я из Дейвиц. После войны это был район новой рабочей элиты, сплошные «товарищи» – в основном офицеры, как и мой отец» 
 Отец 

«...постоянно давал мне советы типа: «не плюй против ветра» или «следи за языком и за шагом» – меньше в жизни проблем огребешь» 
Отношения писателя с отцом так и не сложились, сын не мог простить ему, что в семейную жизнь тот неизменно привносил политику и идеологию.
В пятнадцать лет Шабах поступил в среднюю школу библиотечного дела (knihovnická škola), где проучился год, после чего перевелся в гимназию, откуда его исключили в октябре 1969 года, когда он вернулся из поездки в Великобританию. Тогда же Шабах вернулся в школу библиотечного дела и заочно окончил её в 1974 году. Следующие несколько лет, также заочно, он изучал культурологию на философском факультете Карлова университета. Окончил его Шабах в 1979 году, защитив работу под названием «Роль специфики семьи в передаче культурных ценностей» (чеш.: Specifika rodiny v předávání kulturních hodnot). С 1974 года Шабах несколько раз менял сферы деятельности: работал ночным сторожем в Пражской национальной галерее (в монастыре св. Иржи в Пражском граде), методистом в пражском Доме культуры, техническим редактором продюсерского агентства «Прагоконцерт», референтом в Академии изобразительных искусств. Это лишь некоторые из должностей, которые он занимал с 1974 по 2001 год. Затем Петр Шабах занимается литературным творчеством и обучает студентов искусству письма в Литературной академии (частное высшее учебное заведение Йозефа Шкворецкого в Праге), а также периодически пишет тексты для музыкальной группы OOZ, в которой играет его младший сын Петр.

## Творческий путь
Печататься Шабах начал с середины 1980-х годов. Его статьи и рассказы публиковались в журналах издательского дома Mladá fronta, еженедельнике Tvorba, журнале Kmen и других периодических изданиях.

Первой его книгой, вышедшей отдельным изданием, стал сборник «Как потопить Австралию» (Jak potopit Austrálii, 1986), в котором сразу наметились основные темы и особенности стиля, характерные для дальнейшего творчества писателя. Книга состоит из двух частей: «Шакальи годы» (Šakalí léta) и «Инфарктные этюды» (Infarktové etudy). В первой с большим юмором описывается атмосфера социалистической Праги 1950−60-х годов, в которой автор рос: 

Это просто мои воспоминания о детстве и о том, что тогда для нас значил рок-н-ролл.
 Действие происходит в пражском районе Дейвице, где вырос Шабах. Довольно спокойный и размеренный быт жителей квартала на окраине города оказывается нарушен появлением бунтаря по прозвищу Бейби. Он вызывающе одевается и открыто слушает рок-н-ролл, вызывая восхищение подростков и ужас их родителей. С этим типом героя-бунтаря мы ещё не раз встретимся в произведениях Шабаха. Повествование ведется от лица одного из героев и включает множество не имеющих непосредственного отношения к основному действию анекдотичных историй и замечаний, которые служат для создания атмосферы эпохи, что также является характерной чертой творческой манеры Шабаха. Герои рассказов, вошедших во вторую часть сборника, — взрослые люди с иным видением мира и иными проблемами.

Первая самостоятельная публикация не принесла Шабаху большой известности — началом своей популярности он обязан музыкальному фильму «Шакальи годы», снятому режиссёром Яном Гржебейком совместно со сценаристом Петром Ярховским (Petr Jarchovský). Фильм вышел в 1993 году и на сегодняшний день считается классикой чешского кинематографа. Спустя несколько лет после выхода на экраны он, в свою очередь, вдохновил режиссёра Мирослава Гануша (Miroslav Hanuš) на создание одноименного театрального мюзикла, премьера которого состоялась в июне 2003 года в Среднечешском театре в г. Кладно. Зденек Кухинка (Zdeněk Kuchyňka), историк и директор Краеведческого музея имени А. Сладечека, в своей рецензии так описывает реакцию зрителей на постановку: 

На последней премьере уходящего сезона — мюзикле «Шакальи годы» — зрители в переполненном зале долго аплодировали стоя. <…> По свидетельствам, в последний раз такую реакцию вызвало заявление актёров о присоединении к забастовке, озвученное со сцены Отакаром Броусеком 18 ноября 1989 года.

В 1993 году сборник «Как потопить Австралию» был переиздан в составе книги под названием «Шакальи годы», куда вошли и две новые повести Шабаха: «Зумф» (Zumf) и «Похождения морского конька» (Putování mořského koně). Последняя также в значительной степени автобиографична. Главный герой вынужден уйти в «декретный отпуск» и воспитывать маленького сына, так как жена не может оставить работу. Чтобы не слишком зависеть от неё материально (в частности, чтобы иметь возможность купить подарки к Рождеству), по ночам он подрабатывает сторожем. Этот не самый простой для себя период Шабах считает ценным с точки зрения жизненного опыта, так вспоминая о нём в одном из интервью: 

Я считаю, что это были самые содержательные годы моей жизни. Большего смысла я не находил ни в одном другом занятии. Заботиться о ребенке — это нечто потрясающее, и я очень рад, что в течение двух с половиной лет у меня была возможность испытать это лично.

В 1994 году был опубликован включающий три произведения сборник «Дерьмо горит» (Hovno hoří), который, пожалуй, до сих пор остается самой известной и популярной книгой Шабаха. В ней писатель сосредоточил своё внимание на разнице между мужским и женским восприятием мира. Книга состоит из трех частей: «Пари» (Sázka), «Bellevue» и «Вода с сиропом» (Voda se šťávou). В первой рассказчик наблюдает в кабачке за двумя стариками, которые попивают пиво и заключают одно пари за другим, споря, например, о том, может ли медведь быть ростом 3,5 метра, или о том, сколько человек может выдержать без воздуха. Пытаясь доказать друг другу свою правоту, они проверяют свои гипотезы на практике — к ужасу и раздражению официантки. В «Bellevue» от третьего лица описывается эпизод из жизни маленькой девочки, которая мечтает быть мужчиной, полагая, что им живется намного легче, чем женщинам. Однако в конце дня, проведенного на крыше в наблюдениях за мужской частью семьи (папой, дедушкой и двумя братьями), ей приходится в этом усомниться. В последней, самой объемной части Шабах прослеживает разницу между «двумя мирами», мужским и женским, на примере героев, в первую очередь рассказчика, чей образ во многом автобиографичен, и его девушки (впоследствии жены), прототипом которой, как можно догадаться, является супруга самого автора, от их подростковых лет до зрелости. Сборник открывается короткой историей, своего рода эпиграфом, который лучшим образом поясняет общую идею книги: 

«Мы выехали из Парижа. Неудобный автобус был переполнен галдящими детьми. <…> Девочки сидели справа, мальчики — слева. Они сами так сели, я их не заставлял. Из девичьей части доносился лепет — там передавали друг другу какую-то плюшевую зверушку, повторяя: „Ух тыыы, дай еще раз подержааать! Какой хорошенький! И мне дай! Господи, он такой хорошенькиий!“ Плюшевая тварь с придурковатой улыбкой путешествовала из рук в руки, всякий раз вызывая новый взрыв восторга. Это продолжалось около получаса. Сзади меня сидели два высоколобых очкастых мальчика. Их беседа тянулась всю дорогу Париж−Прага. Абсолютно серьезно и со всех сторон они обсуждали проблему: горит ли дерьмо? Два мира, разделенные узким проходом».

Сборник «Дерьмо горит» лег в основу сценария для очередного фильма Гржебейка — «Гнездышки» («Pelíšky»), снятого в 1998 году и вновь имевшего большой успех.
Следующее произведение Шабаха стоит особняком в его творчестве — сам автор соглашается, что для него это «не самая типичная книжка». Речь о повести «Особый случай Франтишека С.» (Zvláštní problém Františka S.), опубликованной в 1996 году. В идейном и художественном отношении она сильно отличается от других — более популярных — произведений писателя. Это реалистическое произведение с элементами постмодернизма. Действие, как можно догадаться по некоторым деталям, происходит в Чехии приблизительно в наше время, хотя никаких точных указаний на это в тексте нет. Главный герой повести — двадцатишестилетний Франтишек С., пациент клиники для душевнобольных. Он (во всей видимости, вследствие перенесенного в 16 лет менингита) не способен адекватно воспринимать окружающее и все время только смеется. Повествование ведется от лица одного из работников (монтера) этой клиники. Он переживает своего рода кризис среднего возраста, и в одну из своих прогулок по лесу натыкается на неизвестные грибы, которые оказываются галлюциногенными. Однажды, придя на просеку, где растут грибы, он находит там каким-то образом выбравшегося из больницы Франтишека. Выясняется, что на него грибы оказывают совершенно противоположное действие: Франтишек с их помощью на какое-то время (пока не прекратится действие грибов) становится «нормальным» и обретает способность «адекватно» воспринимать окружающий мир. С этого момента в его поведении и характере начинают попеременно проявляться черты то Иисуса Христа, то Франциска Ассизского. В тексте повести содержится множество интертекстуальных элементов, цитат, аллюзий и реминисценций. Традиционные библейские и легендарные мотивы и сюжеты преподносятся, однако, в комической, травестированной форме.

В 1998 году отдельным изданием выходят ранее опубликованная в «Шакальих годах» повесть «Похождения морского конька» и новая книга Шабаха «Бабушки» (Babičky), в которой автор, также опираясь на личный опыт, разрабатывает те же темы, что и в более ранних своих произведениях: тему семейных отношений, «мужского» и «женского» мировосприятия и взросления в эпоху тоталитаризма. В его книгах мы не найдем открытой критики каких-либо политических взглядов. Режим (социалистический или любой другой), убеждает Шабах, не портит людей, но вынуждает их проявить себя. Как — зависит от человека. А не сойти с ума и не опуститься помогает юмор. Шабах прямо сопоставляет себя с главным героем книги Матеем: 

Это я в юности. <…> «Бабушки» — это некоторая попытка примириться с прошлым, то есть с прошлым своей семьи.

В 2001 году Шабах публикует книгу «Пьяные бананы» (Opilé banány), а в 2003 — её продолжение под названием «Четверо в лодке, или Пьяные бананы возвращаются» (Čtyři muži na vodě aneb Opilé banány se vracejí), в обеих мы видим продолжение всех основных тенденций творчества Шабаха. В первой книге рассказывается о приключениях четырёх друзей школьного возраста. Центральная сюжетная линия, как это часто бывает у Шабаха, обрастает множеством не связанных с ней непосредственно анекдотичных историй. Во второй повести мы встречаемся с теми же героями — повзрослевшими (или постаревшими) на 25 лет и видящими мир другими глазами. Главные герои, чтобы вспомнить молодость, отправляются в небольшое путешествие, которое лишь условно образует сюжет книги, создавая фон для размышлений и отступлений рассказчика на самые разные темы.
Тогда же (в 2003 году) Гржебейк выпускает свой новый фильм — «Пупендо» («Pupendo») — по мотивам «Пьяных бананов» и более ранних произведений Шабаха. В промежутке между выходом двух книг издательство «Пасека» выпустило сборник фельетонов Шабаха, опубликованных им ранее в журнале «Млада фронта днес» («Mladá fronta Dnes»). Сборник получил название «Милые дети!» (Milé děti!) и был приурочен к десятилетнему юбилею книжного дома «Paseka».
Следующая книга писателя вышла в 2004 году и получила название «Рамон: написано для Нью-Йорк Таймс» (Ramon: Psáno pro New York Times). Здесь автор остается в целом верен своему стилю, но в книге в большей степени, чем в предыдущих его произведениях, чувствуются социально-критические нотки. Действие происходит в небольшой деревне под Прагой в наши дни (что отличает повесть от большинства других произведений Шабаха, где, как правило, события разворачиваются ещё в социалистической Чехословакии). Рассказчик — подросток Мартин — живёт и учится в Праге, но много времени проводит за городом, где живёт его дедушка и где у семьи Мартина есть небольшой участок с деревянной «будкой» — летним домиком, в который постоянно забираются бездомные. Однажды Мартин знакомится с неизвестно откуда здесь взявшимся индейцем Рамоном и предлагает ему пожить там в качестве сторожа. Рамон с радостью соглашается — так начинается дружба героев. Вместе они проводят много времени — в частности, выращивая на участке марихуану и покуривая «джойнт». Рассказчик с интересом наблюдает за происходящим вокруг, создавая на основе своих наблюдений небольшие рассказы и записывая их в тетрадь с шутливой надписью «Написано для Нью-Йорк Таймс». Он видит, как деревенский быт меняется под давлением «цивилизации» в лице тех, кто считает, что деньги — залог вседозволенности и всемогущества.
Более «жесткой» по сравнению с другими является одна из последних на данный момент книг Шабаха — повесть «Удостоверение личности» (Občanský průkaz), вышедшая в 2006 году и описывающая эпоху нормализации в Чехословакии так, как её видят несколько друзей (включая рассказчика), чья судьба прослеживается в повести с пятнадцатилетнего возраста (с момента вручения им паспортов) до зрелости. Конечно, в основе этого видения лежит неприятие — но не столько конкретной власти, сколько в принципе запретов и ограничений, навязываемых кем-то неизвестно по какому праву, за нарушение которых грозит жестокое наказание. Критика такого устройства общества здесь чувствуется в значительно большей степени, чем в других произведениях Шабаха, затрагивающих ту же тему. Например, в книге описываются сцены уличных столкновений протестующих и полиции и допросов в следственной тюрьме, где за участие «в беспорядках» несколько недель проводит один из друзей рассказчика. Однако автору удается сочетать подобные описания с юмором и избегать морализаторства или громких заявлений нравственно-этического характера. Это наиболее автобиографичное произведение Шабаха.
По повести «Удостоверение личности» режиссёром Ондржеем Трояном был снят одноименный фильм, вышедший в 2010 году и ставший уже пятой по счету экранизацией произведений Петра Шабаха.
Четвёртая экранизация, о которой ещё не было сказано, принадлежит, как и три предыдущих, режиссёру Яну Гржебейку. Фильм «В порядке» («U mě dobrý») вышел в 2008 году. В основу его сюжета легли фрагменты разных произведений Шабаха.
В 2007 году была опубликована небольшая книжка Шабаха под названием «Три рождественские истории» (Tři vánoční povídky).
Последняя из выпущенных им на сегодняшний день книг называется «Жаль той любви» (Škoda lásky, 2009). Она состоит из тринадцати историй, объединённых темой музыки. Название сборника отсылает читателя к музыкальному произведению Яромира Вейводы (Jaromír Vejvoda) и Вашека Земана (Vašek Zeman), созданному в конце 20-х — начале 30-х годов XX века и получившему наибольшую популярность во всем мире во время Второй мировой войны.

## Характеристика творческой манеры
Творчество Петра Шабаха характеризуется целостностью и гармоничностью. Автор работает в одной манере – пусть не слишком оригинальной, но узнаваемой и приятной. Сквозными темами творчества писателя являются: тема взросления и формирования личности, а также влияния среды и эпохи на эти процессы; тема дружбы; тема семейных отношений; своеобразие мужского и женского видения мира; тема творчества и рождения художественного произведения; тема нравственного облика человека, который проявляется в повседневной жизни. При этом Шабах не склонен к морализаторству и суровой критике. Он не затрагивает глобальных проблем и не ставит перед читателем неразрешимых вопросов. Будучи противником социалистического – как и любого другого – режима, неизбежно приводящего к подавлению личности, Шабах, однако, в своих произведениях не пускается в политические рассуждения и не навязывает читателю собственных убеждений.
В том, что касается способа художественного воплощения своих идей, автор также обнаруживает завидное постоянство (исключение составляют маленький роман «Зумф» – текст постмодернистского склада, героями которого являются персонажи комиксов, и повесть «Особый случай Франтишека С»). Его произведения в большинстве своем с трудом поддаются пересказу из-за отсутствия в них единой (основной) сюжетной линии. Повествование складывается, словно мозаика, из множества коротких анекдотичных историй, пережитых самим автором, услышанных им от кого-то или вымышленных, но весьма правдоподобных. Богатый и разнообразный личный опыт писателя, связанный, в частности, с постоянной сменой сфер деятельности и, как следствие, с широким кругом общения, послужил главным источником материала для его произведений и, очевидно, во многом повлиял на формирование творческой манеры Шабаха. Его повести и рассказы в значительной степени автобиографичны.
Обладая прекрасным чувством юмора, Шабах показывает, что практически в любом жизненном происшествии можно найти забавную сторону. Юмор, неизменно присутствующий в его произведениях, способствует созданию ностальгической атмосферы, поэтому писателю часто ставят в упрек то, что он якобы идеализирует изображаемую эпоху, на что писатель отвечает: 

Я не стремлюсь идеализировать те времена, просто так получается. Наверное, приятные вещи дольше хранятся в человеческой памяти. На мне лично не отразилась вся жестокость той эпохи. Меня бесило, что нужно ходить в школу, и уж только потом – большевики…

 Поклонники творчества Шабаха поддерживают любимого писателя, возражая на обвинения в неуместности юмора: «А как же Швейк? Первая мировая тоже была жестокой…»
При всем этом в системе персонажей в произведениях Шабаха самыми обаятельными и вызывающими наибольшее уважение являются герои-бунтари – люди (часто совсем молодые), противостоящие общепринятому порядку и давлению на личность. Этот тип героя запечатлен, например, в образах Бейби («Шакальи годы»), Ковбоя («Вода с сиропом»), Владимира Губаева («Бабушки»), Гонзы Бржечки («Пьяные бананы»), пани Гаковой («Рамон: написано для Нью-Йорк Таймс»).
С языковой точки зрения для произведений Шабаха характерно использование разговорной лексики, жаргонных выражений (реже – вульгаризмов) в сочетании с фонетическими и морфологическими особенностями обиходно-разговорного чешского языка (obecná čeština). 

Если твой герой – человек не слишком образованный, то он должен говорить на разговорном языке. Если таких героев пятеро, как в моей книжке, и к тому же они совсем юные, то в разговорной манере должен быть выдержан весь текст.

Почти во всех произведениях Шабаха повествование ведется от первого лица. При этом повествователь постоянно «общается» с читателем, создавая иллюзию спонтанного устного рассказа: 

«…Это вдохновило меня на написание рассказа "Темно ли в холодильнике?", я потом вам о нем расскажу, если мы вообще до этого дойдем, а то я все время отвлекаюсь».
(Из повести "Рамон: написано для Нью-Йорк Таймс")

Тематикой и общей атмосферой, а также своими художественными особенностями произведения П. Шабаха напоминают одновременно творчество Я. Гашека, Б. Грабала, Й. Шкворецкого и М. Вивега, а из российских писателей – С. Довлатова и Е. Гришковца.

## Книги автора (список)
- 1986 г. — сб. «Как потопить Австралию» (состоит из двух частей: «Шакальи годы» и «Инфарктные этюды»)
  - Ориг. — Jak potopit Austrálii: Šakalí léta, Infarktové etudy

- 1993 г. — сб. «Шакальи годы» (вкл. ранее изданный сб. «Как потопить Австралию» и две повести: «Зумф» и «Похождения морского конька»)
  - Ориг. Ориг. — Šakalí léta: Jak potopit Austrálii, Zumf, Putování mořského koně

- 1994 г. — сб. «Дерьмо горит» (сост. из трех самостоятельных частей: «Пари», «Bellevue», «Вода с сиропом»)
  - Ориг. — Hovno hoří: Sázka, Bellevue, Voda se šťávou

- 1996 г. — повесть «Особый случай Франтишека С.»
  - Ориг. — Zvláštní problém Františka S.

- 1998 г. — переиздание отдельной книгой повести «Похождения морского конька»
  - Ориг. - Putování mořského koně

- 1998 г. — повесть «Бабушки»
  - Ориг. — Babičky

- 2001 г. — повесть «Пьяные бананы»
  - Ориг. — Opilé banány

- 2002 г. — сб. «Милые дети!» (сб. фельетонов Шабаха, ранее опубликованных в периодике)
  - Ориг. — Milé děti!

- 2003 г. — повесть «Четверо в лодке, или Пьяные бананы возвращаются»
  - Ориг. — Čtyři muži na vodě aneb Opilé banány se vracejí

- 2004 г. — повесть «Рамон: написано для Нью-Йорк Таймс»
  - Ориг. — Ramon: Psáno pro New York Times

- 2006 г. — повесть «Удостоверение личности»
  - Ориг. — Občanský průkaz

- 2007 г. — сб. «Три рождественские истории»
  - Ориг. — Tři vánoční povídky

- 2009 г. — повесть «Жаль той любви»
  - Ориг. — Škoda lásky

Книги Петра Шабаха публикует издательство Paseka. Сборник «Как потопить Австралию» впервые вышел в издательстве «Чехословацкий писатель». Отдельные короткие истории публикуются также в рамках серии «Чешский рассказ» издательства Listen.

## Публикации на русском языке
- Петр Шабах в Журнальном зале